# Света Неделя (Дебрене)
Вижте пояснителната страница за други значения на Света Неделя.
„Света Неделя“ е възрожденска църква в светиврачкото село Дебрене, България, част от Неврокопската епархия на Българската православна църква. В църквата се намират едни от най-ранните икони на видния дебърски майстор Дичо Зограф, от 1844 година.

## Архитектура
Църквата е построена през първата половина на XIX век. В архитектурно отношение представлява трикорабна псевдобазилика с открит трем от северната страна. Апсидата на изток е изключително тясна. В 1903 година в северозападната част на комплекса е издигната камбанария. Към храмовия комплекс има и сграда, строена за килийно училище.

## Живопис
Църквата е преустроявана няколко пъти, като при едно от преустройствата участва Илия Йосифов, изработил иконостаса на храма. Иконостасът е триделен и има хубава резба по венчилката. Живописта по него е по-късна. 40-те иконостасни икони са от 1844 година и са донесени от Мелник. Таваните над трите кораба са дъсчени и апликирани. Владишкият трон е частично резбован, като в основата му има пластично изрязани лъвски фигури. В църквата има и три ковани свещника.
Антон Попстоилов, който в 1919 и 1922 година, проучва Мелнишко и Горноджумайско, пише, че църквата е строена в 1844 година, всички надписи по стенописите и иконите са на гръцки, а на патронната икона на Света Неделя има надпис: „ο ζωγραφος δημτος δεπρελης. 1844 μν δεκε ιε / зѡграфъ смиренї дичо ѡ деборъ аѡмд декември їе“. Текстът на Попстоилов е публикуван едва в 1993 година. По-късно стенописите в църквата са замазани, а иконите са надживописани вероятно заради гръцките надписи. Според Иванка Гергова някои от иконостасните икони са на Дичо Зограф – подписът на гръцки съвпада с този, който видният дебърски зограф е оставил в двете си ерминии. На Дичо са иконите „Света Неделя“, „Света Богородица с Младенеца“ (надписана на гърба 1844), „Свети Николай“ (с преписан ктиторски надпис „Подарена отъ Гога Костадиновъ 24 юли 1844“), „Слизане в Ада“ (на Адамовия саркофаг се чете „Подарена отъ Сми..нъ Китановъ / Изографъ Ди...26/1844“) „Слизане в Ада“ е една от най-хубавите икони в църквата, показваща уменията и добрата подготовка на 25-годишния Дичо. Композицията на иконата е динамична, но и балансирана, а детайлите са прецизно изпълнени. Гръцкият текст, с който Христос се обръща към Адам, когото вади от гроба е рядък. Свитък с текст държи и Свети Йоан Предтеча, а фрази, произнасят и дяволите под краката на Христос. Описанието на сцената в ерминията на Дичо в Центъра за слвяновизантийски проучвания „Проф. Иван Дуйчев“ е точно такова. От останалите царски икони „Св. св. Кирил и Методий“ е късна, а иконите „Свети Йоан Рилски“, „Свети Георги“, „Христос Вседържител“, „Свети Йоан Предтеча“, „Свети Харалампий“ и „Архангел Михаил вади душата на грешника“ може би са синхронни на Дичовите, но атрибуцията им е несигурна.
- Икони на Дичо Зограф, 1844 г.
- „Света Богородица с Младенеца“
- „Свети Николай“
- Детайл от „Слизане в Ада“

Царските двери са подписани от Атанас Попконстантинов и датирани 1844 година, като негово дело е и задпрестолното разпятие.
Една от иконите в църквата – тази на Свети Пантелеймон е дело на анонимната Охридска пробарокова група от XVIII век. Дичо Зограф на няколко пъти е получавал поръчки да обнови икони на това ателие.